# Filip Hlúpik
Filip Hlúpik (* 30. April 1991 in Uherské Hradiště) ist ein tschechischer Fußballspieler.

## Karriere
Hlúpik begann seine Profikarriere beim 1. FC Slovácko. Sein Debüt in der höchsten tschechischen Spielklasse gab er im Mai 2010, als er am 28. Spieltag der Saison 2009/10 gegen Sparta Prag in der 85. Minute für Radim Nečas eingewechselt wurde. Den ersten Treffer für Slovácko erzielte er im Juli 2011 gegen den 1. FK Příbram. Während dieser Zeit kam er auch zu diversen Einsätzen in den Jugendnationalmannschaften Tschechiens.
Nach fast sieben Jahren in Slováckos erster Mannschaft verließ Hlúpik den Verein in der Winterpause der Saison 2016/17 und wechselte nach Bulgarien zu Tscherno More Warna. Bis zu seinem Wechsel war er in 96 Erstligapartien eingesetzt worden und hatte dabei neun Tore erzielt.
Für Tscherno More Warna absolvierte er in der Rückrunde der Saison 2016/17 zwei Partien in der regulären Saison und zwei Partien in der Meisterschaftsrunde. Im August 2017 wechselte er nach Finnland zum IFK Mariehamn, bei dem er bereits vor seinem Wechsel nach Bulgarien ein Probetraining absolviert hatte. Für den Verein aus Åland kam er bis zum Ende der Saison 2017 auf neun torlose Einsätze in der Veikkausliiga.
Im Februar 2018 kehrte er nach Tschechien zurück, wo er sich dem Zweitligisten 1. FK Příbram anschloss. Mit dem Klub stieg er zum Saisonende als Tabellenzweiter der FNL in die erste tschechische Liga auf und erzielte dabei in 14 Einsätzen vier Treffer. Von 2019 bis 2021 spielte er dann für den Zweitligisten Fotbal Třinec und wechselte anschließend nach Österreich zum niederösterreichischen Amateurverein USC Mank in die 1. Klasse West/Mitte (7. Liga).